# As Duas Faces da Moeda
As duas faces da moeda é um filme brasileiro de 1969, do gênero comédia, dirigido por Domingos de Oliveira.

## Sinopse
Funcionário público sonha com o Anjo da Morte, que lhe avisa que ele terá menos de 24 horas de vida. Acreditando no sonho, ele passa a tomar as providências: pede demissão do trabalho, pega dinheiro no banco e dá para sua filha se casar, e se encontra com o amante da esposa para conversar sobre o caso.

## Elenco
- Fregolente
- Neuza Amaral
- Jorge Dória
- Adriana Prieto
- Nazareth Ohana
- Oduvaldo Vianna Filho
- Rubens Corrêa
- Hélio Ary